# Bryobia batrae
Bryobia batrae är en spindeldjursart som beskrevs av Baker och James P. Tuttle 1994. Bryobia batrae ingår i släktet Bryobia och familjen Tetranychidae. Inga underarter finns listade.